# Церковь возрождения во Христе
Церковь возрождения во Христе (порт. Igreja Renascer em Cristo), также Апостольская церковь возрождения во Христе — христианская неохаризматическая церковь в Бразилии. По данным на 2010 год церковь насчитывает 1917 приходов, прихожанами которых являются 2,3 млн человек (в том числе 958 тыс. крещённых членов).
Штаб-квартира организации находится в городе Сан-Паулу.
На русский язык название движения иногда переводят как «Церковь возрождённых во Христе».

## История
Истоки движения восходят к служению супружеской пары пятидесятников Эстевама и Сони Эрнандес. В 1986 году Эстевам (род. в 1954 году), бывший менеджер в области маркетинга, почувствовал призвание стать пастором церкви. Первые богослужения под его руководством проходили в доме семьи Эрнандес; по мере увеличения паствы община перебралась в подвальное помещение пиццерии, а затем в здание арабской евангелической церкви в Сан-Паулу. Впоследствии, церкви удалось привлечь в свои ряды некоторые неохаризматические общины в Бразилии и стать второй (по числу верующих) неохаризматической организацией страны (после Всемирной церкви «Царство Божие»). Только в 2006 году церковь преподала крещение почти 38 тыс. прихожанам и зарегистрировала 318 тыс. обращений.
С 1993 года церковь является организатором ежегодно проводимых «Маршей во имя Иисуса», которые являются ответом на гей-парады. В шествии в Сан-Паулу ежегодно принимает участие 1-2 млн человек (по данным полиции) или 5-6 млн человек (по данным организаторов). Сами организаторы называют данное мероприятие «самым крупным христианским событием в мире».
В начале 2000-х годов церковь выходит за пределы Бразилии, открывая свои филиалы в других странах Латинской Америки. В настоящее время церкви возрождения во Христе имеются также в США, Италии, Канаде, Японии и Анголе.
В январе 2009 года в одном из храмов движения в Сан-Паулу обрушилась крыша. В результате несчастного случая погибло 9 человек и 113 получили ранения.

### Судебные преследования
В 2006 году судебные инстанции Бразилии начали преследование семейной пары Эрнандес, обвиняя их в создании преступной организации, подделке документов, хищении и отмывании денег, полученных в качестве пожертвований. В декабре того же года активы учредителей церкви были заблокированы решением суда. 9 января 2007 года Эстевам и Соня Эрнандес были арестованы в международном аэропорту Майами по обвинению в незаконном провозе наличных средств — при них было обнаружено 56 тыс. долларов, в то время как законы США позволяли не декларируемый ввоз лишь 10 тыс. долларов. В ходе судебного разбирательства супруги Эрнандес признали свою вину и были приговорён к 10 месяцам заключения (пять из которых прошли под домашним арестом). В Бразилию, где продолжалось судебное разбирательство, Эрнандесы вернулись лишь в августе 2009 года. В июне 2012 году Федеральный верховный суд Бразилии единогласно оправдал пару по всем пунктам обвинения и закрыл судебное преследование.

## Вероучение и служение церкви
Вероучение церкви разделяет общехристианские догматы — богодухновенность Библии, триединство Бога, божественную и человеческую природу Христа. Являясь частью неохаризматического движения, церковь акцентирует внимание на духовных дарах, проводит служения исцеления и изгнания бесов.
Во главе церкви стоит её основатель Эстевам Эрнандес, именующий себя «апостолом». Его жена Соня Эрнандес является одним из епископов церкви.
Церковь проводит широкое социальное служение — обеспечивает жильём и медицинской помощью бездомных детей, поддерживает программы по адаптации бывших наркоманов и заключённых, служит людям с ограниченными возможностями, проводит семейные консультации.
Апостольская церковь возрождения во Христе располагает собственной медиа-сетью, включающей телеканал Rede Gospel и радиостанцию Gospel FM.

## Церковь и футболист Кака

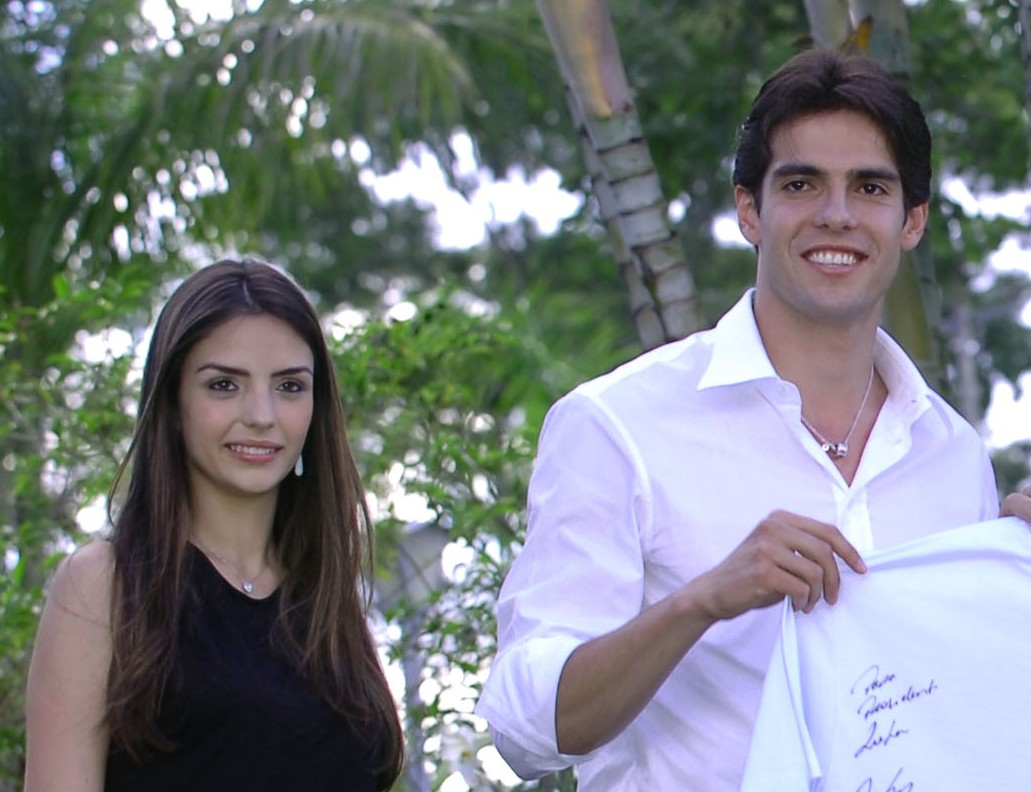
Кака и Каролина

Долгое время членом Церкви возрождения во Христе был известный футболист Кака, принявший крещение в 11 лет. В декабре 2005 года Кака обвенчался в одном из храмов церкви на Каролине Селико, которая позже стала проповедником в данном движении. Кака был одним из крупных спонсоров церкви, регулярно жертвуя ей десятую часть своих доходов. Достоянием прессы стало крупное пожертвование Кака церкви в размере 2 миллионов реалов. В 2007 году Кака передал на выставку церкви свои футбольные трофеи — Золотой мяч лучшего футболиста Европы и Бриллиантовый мяч игрока года ФИФА. В декабре 2010 года Кака и его супруга «по личным причинам» покинули церковь, однако пресса связала их выход из организации с финансовыми скандалами вокруг церкви. Руководители церкви заявили, что продолжат общение с семьёй футболиста «в любви и уважении». Позже, в 2012 году о выходе из церкви заявила и мать Кака, Симона Лейте. Сам Кака мечтает, после завершения спортивной карьеры, стать евангелическим пастором.

## Дополнительные факты
В Вила-Мариано, юго-центральном районе Сан-Паулу есть улица, названная в честь апостола церкви Эстевама Эрнандеса.